# Domaine de Nanokaichi
Le domaine de Nanokaichi (七日市藩, Nanokaichi-han) était un han féodal de l'époque d'Edo situé dans la province de Kōzuke (de nos jours Tomioka, préfecture de Gunma). Le quartier général du domaine se trouvait dans un jin'ya plutôt que dans un château. Il en reste quelques parties sur le site original (à présent un lycée) et d'autres structures ont été déplacées. Le domaine de Nanokaichi fut dirigé par une branche du clan Maeda du domaine de Kaga.

## Source de la traduction
- (en) Cet article est partiellement ou en totalité issu de l’article de Wikipédia en anglais intitulé « Nanokaichi Domain » (voir la liste des auteurs).